# Guttauer Gehege
Guttauer Gehege este o arie protejată (arie specială de conservare — SAC, sit de importanță comunitară — SCI) din Germania întinsă pe o suprafață de 583 ha, integral pe uscat.

## Localizare
Centrul sitului Guttauer Gehege este situat la coordonatele 54°12′05″N 11°02′48″E / 54.2014°N 11.0467°E.

## Înființare
Situl Guttauer Gehege a fost declarat sit de importanță comunitară în septembrie 2004 pentru a proteja 1 specie de animale. Situl a fost protejat și ca arie specială de conservare în ianuarie 2010.

## Biodiversitate
Situată în ecoregiunea continentală, aria protejată conține 3 habitate naturale: Lacuri eutrofice naturale cu vegetație de tip Magnopotamion sau Hydrocharition, Păduri de fag Asperulo-Fagetum, Păduri de stejar sau de stejar și carpen sub-atlantice și medio-europene de Carpinion betuli.
La baza desemnării sitului se află o specie protejată de  păsări: ciocănitoarea de stejar (Dendrocopos medius)
Pe lângă speciile protejate, pe teritoriul sitului au mai fost identificate 4 specii de mamifere.